# Vladimir Štimac
Vladimir Štimac, (nacido el 25 de agosto de 1987 en Belgrado, Serbia) es un jugador serbio que actualmente se encuentra sin equipo. Es internacional absoluto por Serbia.

## Carrera
Vladimir creció en el equipo juvenil del KK Beovuk 72, y más tarde pasó varios años entre Lituania y Letonia antes de regresar a Serbia. Durante su primera temporada en el extranjero, jugó para el BC Žalgiris en su equipo de reservas y logró llegar al primer equipo. Con el fin de conseguir una oportunidad de jugar , luego estuvo en el SK Valmiera, donde fue sin duda el mejor jugador de la temporada 2007-2008.
Consiguió ganar un Europeo Sub-20 en 2007 consiguiendo medalla de oro como miembro de la Selección Nacional Sub-20 de Serbia 2007.
Jugó con los Orlando Magic en el Orlando Pro Summer League en 2010.
En noviembre de 2010, firma por un año con el ČEZ Basketball Nymburk.
En verano de 2011, ficha por una temporada con el Olin Edirne Basket. Él hace una buena temporada con una media de 14.8 puntos, 9.9 rebotes y 1.3 asistencias en 30 partidos de la Turkish League.
En verano de 2012, ficha por el Banvit de la Turkish Basketball League.
En verano de 2013 ficha por el Unicaja Málaga, al finalizar la temporada rescinde el contrato que le vinculaba con la entidad al abonar 10.000 euros.
Tras esto firma un contrato por una temporada con el Bayern Múnich.
En verano de 2015, firma con el CB Estudiantes, donde solo jugaría las primeras tres jornadas de liga, tras abandonar el club madrileño y firmar por el Estrella Roja, es el elegido para reemplazar al cortado Sofoklis Schortsanitis, que ha dejado de pertenecer al conjunto serbio.  El conjunto serbio ha hecho oficial la incorporación del pívot hasta final de temporada. Stimac, que había promediado 11 puntos, 6.4 rebotes y 11.3 de valoración por partido con los colegiales, regresa al que fuera su equipo y vuelve a la Euroliga, competición que disputó por última vez con Unicaja de Málaga.
En verano de 2016 deja el equipo serbio y firma por el Besiktas turco donde jugará la nueva competición europea creada por la FIBA: Basketball Champions League.
En agosto de 2017 se comprometió con el Anadolu Efes.
El 2 de febrero de 2021, firma por el Bahçeşehir Koleji S.K. de la BSL turca.